# Karl Sutter
Karl Sutter (Basilea, Suiza, 10 de mayo de 1914-14 de septiembre de 2003) fue un atleta alemán de origen suizo especializado en la prueba de salto con pértiga, en la que consiguió ser campeón europeo en 1938.

## Carrera deportiva
En el Campeonato Europeo de Atletismo de 1938 ganó la medalla de oro en el salto con pértiga, con un salto por encima de oro con un salto de 4.05 metros que fue récord de los campeonatos, por delante del sueco Bo Ljungberg (plata con 4.00 metros) y del francés Pierre Ramadier (bronce también con 4.00 metros pero en más intentos).